# Putanges-Pont-Écrepin
Putanges-Pont-Écrepin est une ancienne commune française, située dans le département de l'Orne en région Normandie, devenue le 1er janvier 2016 une commune déléguée au sein de la commune nouvelle de Putanges-le-Lac.
Elle est peuplée de 980 habitants.

## Géographie
Putanges se situe au nord du département de l'Orne et vers le centre-sud de la région Basse-Normandie. Arrosée par l'Orne, Putanges marque la transition entre le Bocage normand verdoyant (pays d'Houlme) et la Suisse normande très touristique que l'Orne parcourt. À quelques kilomètres au nord de Putanges, on peut découvrir également la plaine céréalière de la campagne de Falaise.
Putanges est située à une cinquantaine de kilomètres au sud de Caen, à 20 km à l'ouest d'Argentan, à 16 km au sud de Falaise.
| Sainte-Croix-sur-Orne (comm. nouv. de Putanges-le-Lac) | Les Rotours (comm. nouv. de Putanges-le-Lac)            | Champcerie       |
| Ménil-Gondouin                                         | Putanges-Pont-Écrepin (comm. nouv. de Putanges-le-Lac)  | Giel-Courteilles |
| Ménil-Gondouin                                         | La Fresnaye-au-Sauvage (comm. nouv. de Putanges-le-Lac) | Giel-Courteilles |

## Toponymie

### Putanges
Putanges est mentionné sous la forme Put angle vers 1051 / 1066, (de) Puto angulo en 1200, Pute angle en 1335 et 1373,.
Certains toponymistes ont vu dans le nom de Putanges un toponyme germanique en -ingen, suffixe de parenté et de propriété fréquemment attesté dans la toponymie du Nord-Est de la France, généralement romanisé en -ingos > -ans, -ens ou en -ingas > -ange(s). Cette hypothèse serait confortée par le toponyme Hardanges (Mayenne, Hardengia 1255) à 58 km au sud pour lequel cette explication est plausible. Cependant, ce suffixe est rare à l'ouest. En outre, les formes anciennes indiquent clairement un élément angle, latinisé en angulus. Il s'agit vraisemblablement du français angle, dont angulo représente l'étymon gallo-roman ANGULU. Le premier élément Put est peut-être l'adjectif roman put « sale ».
Cependant, il faut prendre put au sens non pas de « sale », mais plutôt de « mauvais » (signification que sale peut aussi avoir). Deux anciens lieux-dits de Lisieux portent le nom de Putangle (de Puto angulo 1200, Putangle 1267) et Bonangle (Bone Angle 1293, Bon Angle 1326), ce dernier devenu aujourd'hui la rue Bon Ange. Il s'agit de deux coins de l'ancienne île Saint-Dominique sur la Touques, le put angle « mauvais coin » est formé par le coude dangereux ou malcommode de la rivière, et le bon angle « bon coin » s'oppose ainsi à lui. La topographie à Putanges est identique puisqu'il est situé sur une courbe prononcée de l'Orne.
Le gentilé est Putangeois.

### Pont-Écrepin
Pont-Écrepin est attesté sous les formes Pons Eschrepin en 1131, Ponte Escrepin en 1219.
L'élément Pont- désigne un ancien pont sur l'Orne.
En français, le mot crépins se réfère aux outils et fournitures (à l'exception du cuir) du cordonnier, et par extension au cordonnier lui-même, d'après le saint patron éponyme. Cependant, l'étymologie *Pont-es-crépins « pont des crépins » est forgée sur le mode populaire, puisque le substantif crespin au sens actuel n'est pas attesté avant le XVIIe siècle. La forme de 1131, bien antérieure, de type Eschrepin, explique régulièrement la forme moderne Écrepin et infirme cette analyse.
C'est pourquoi ni Albert Dauzat, ni René Lepelley, qui ne citent aucune forme ancienne, n'expliquent l'élément Écrepin qu'ils considèrent simplement comme obscur ou indéterminé,.
Il peut s'agir d'un anthroponyme, les noms de lieux en Pont- étant dans la toponymie française souvent associés aux noms de ceux qui les ont fait construire ou aux noms de ceux qui prélevaient les taxes. L'hypothèse d'un anthroponyme pour expliquer l'élément Écrepin est aussi fondée sur le fait que cette combinaison Pont- + nom de personne est particulièrement répandue en Normandie, comme en témoignent par exemple: Pontaubault; Pont-Audemer; Pont-Brocard; Pont-Hébert; Pont-Flambart; Pontorson, etc. correspondant à des formations toponymiques médiévales attestées tardivement,. 
Le nom de personne roman Scripinus a été proposé, il est en effet attesté dans le polyptyque d'Irminon et représente la métathèse de Crispinus,, ou encore *Skerping, nom de personne scandinave, non attesté. L'un se retrouverait dans Écrépigny (Vassonville, Seine-Maritime, Escrepenneium XIIe siècle et Écrepintot à Saint-Jouin-Bruneval (Seine-Maritime, Scripintot fin XIIe siècle et vers 1385, Ham. d'Escrepintot, 1408) et l'autre se retrouveraient uniquement dans Écrepintot, associé à l'appellatif d'origine norroise -tot « propriété, site d'une maison » (du vieux norrois topt).
Ou alors il s'agit encore d'un autre nom de personne : Eschrepin / Escrepin. Il semble représenter un sobriquet médiéval issu de l’ancien picard esc(h)repin « escarpin », d’après une habitude vestimentaire. Le patronyme Escrepin est attesté, entre autres, dans le nord de la France du XVIe au XVIIIe siècle, ce qui est plutôt tardif. De même, le mot escarpin n'apparaît pas en français avant le XVIe siècle et passe pour un emprunt à l'italien. De plus, l'existence du hameau d’Écrepintot laisse plutôt penser qu'il s'agit d'un anthroponyme germanique : soit le nom de personne norrois Skarpheðinn (cf. islandais moderne Skarphéðinn), qui est commun, soit le nom de personne francique *Skarpino, non attesté, mais plausible dérivé diminutif de *Skarpo, hypocoristique des noms dont le premier élément est skarp- « aigu, raboteux ».
Remarque : aucune de ces deux hypothèses n'est entièrement satisfaisante : la première à partir du scandinave Skarpheðinn connait certes l'amuïssement régulier du [ð] de l'ancien scandinave, d'où le schéma -heðinn > -(h)ein(n) > -ein > -in, mais on devrait sans doute conserver une trace de l'évolution -ein > -in dans les formes anciennes du XIIe siècle,. En revanche, l'évolution Skarp- > Scrap- ou Scerp- > (E)screp- > Escrep- > Écrep- est tout à fait commune en normand et en picard (cf. ci-dessus escarpin / picard esc(h)repin; écharde, variante escherde jusqu'au XIVe siècle, ancien normand *escrede du vieux bas francique *skarda ou l'hydronyme Escrebieux dérivé de celui de la Scarpe). La seconde hypothèse par un nom francique romanisé est plus conforme aux formes anciennes et à la phonétique historique du français, mais la seule difficulté tient au fait que ce nom de personne n'est pas attesté.

## Histoire

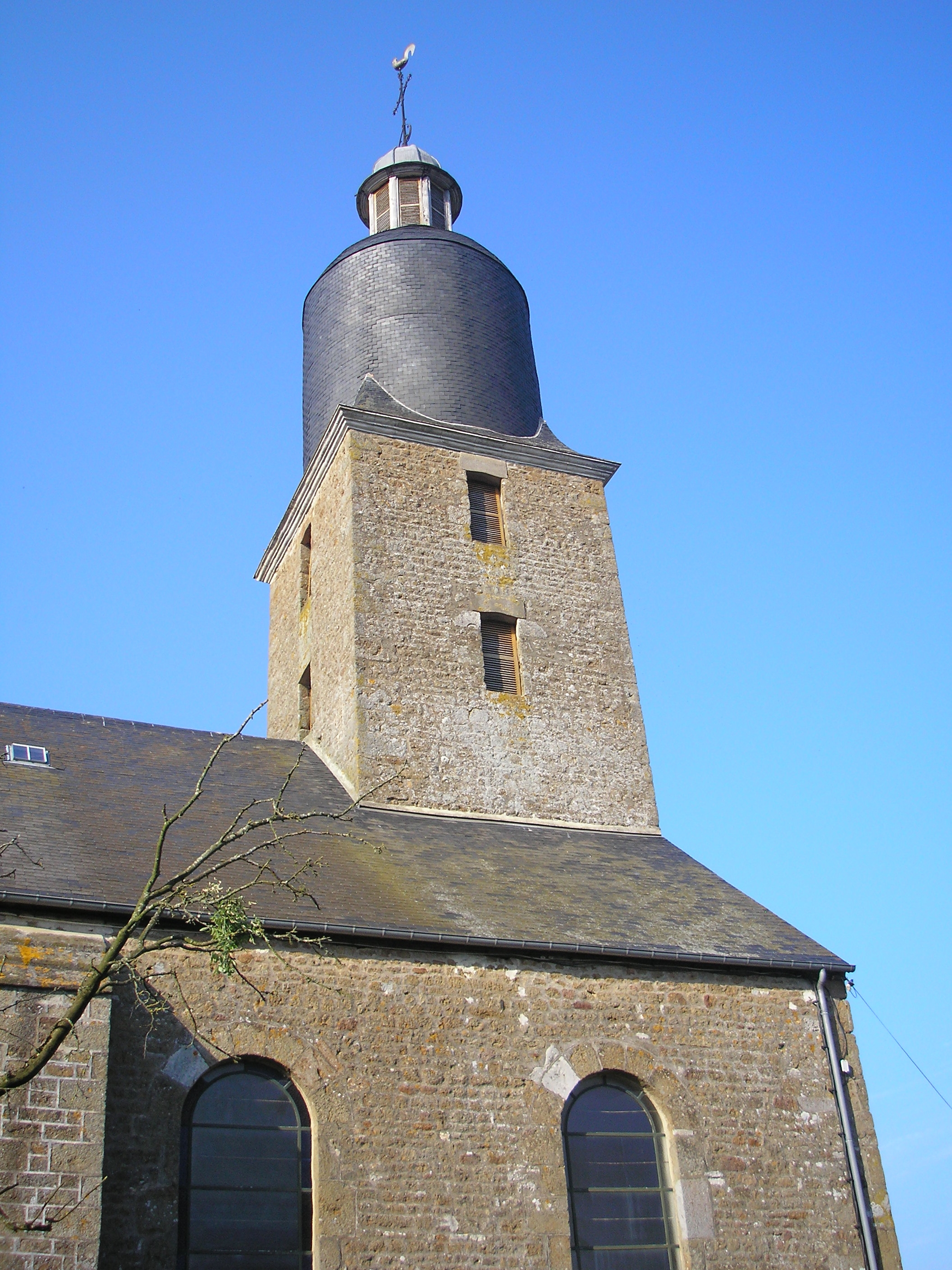
L'église Saint-Ouen.

Putanges est fondée au XIIIe siècle, sur un site surplombant l'Orne, appelé « Le Vieux-Putanges ». Il ne reste de cette époque médiévale que le manoir seigneurial (aujourd'hui habité), la chapelle et son cimetière (voir la section Lieux et monuments/Au vieux-Putanges). Le pouillé du diocèse de Sées, datant du XIVe siècle, cite la paroisse de Putangle. La commune vivait alors du minerai de fer, comme témoigne la maison du maître de forges située au bord du lac.
Pont-Écrepin se développe sur la rive droite de l'Orne, la cité devient un centre commercial actif, notamment grâce à l'industrie du cuir et du tissage (chapelleries, draperies, tannerie, etc.).
En 1623, Guillaume du Morel est « sieur de Putanges », et en 1624, M. Olivier Dudouit, sieur de la Pointe, est « Maître des grosses forges de Putanges ». En 1756, une manufacture d’artillerie s’établit à Putanges. Elle livrait alors des canons pour le ministère de la Marine.
À la Révolution française, Putanges devient chef-lieu de canton d'une vingtaine de communes voisines (voir Canton de Putanges-Pont-Écrepin). En 1812, les deux communes de Putanges et de Pont-Écrepin entament des procédures afin de se regrouper.
L'église Saint-Pierre de Putanges est construite en 1822, l'église Saint-Ouen de Pont-Écrepin en 1824. En 1900, le moulin de la Forge devient une usine génératrice d'électricité. Les communes de Putanges et Pont-Écrépin sont alors les premières de l'Orne à s'éclairer à l'énergie électrique. L'hôtel de ville est construit de 1902 à 1904.
Putanges et Pont-Écrepin n'ont pas été épargnées de la Seconde Guerre mondiale : le site est bombardé, les Allemands dynamitent le pont enjambant l'Orne le 18 août 1944. Les communes sont tout de même libérées le 18 août 1944. La libération survient tardivement pour des communes normandes (quelques jours seulement avant celle de Paris), notamment à cause de la bataille de la poche de Falaise.
En 1951, la reconstruction des bourgades est achevée. En 1965, la commune de Putanges fusionne avec celle de Pont-Écrepin, la nouvelle commune ainsi formée prend le nom de Putanges-Pont-Écrepin.
Le 1er janvier 2016, Putanges-Pont-Écrepin intègre avec huit autres communes la commune de Putanges-le-Lac créée sous le régime juridique des communes nouvelles instauré par la loi no 2010-1563 du 16 décembre 2010 de réforme des collectivités territoriales. Les communes de Chênedouit, La Forêt-Auvray, La Fresnaye-au-Sauvage, Ménil-Jean, Putanges-Pont-Écrepin, Rabodanges, Les Rotours, Saint-Aubert-sur-Orne et Sainte-Croix-sur-Orne deviennent des communes déléguées et Putanges-Pont-Écrepin est le chef-lieu de la commune nouvelle.

## Héraldique
| Armes de Putanges-Pont-Écrepin | Les armes de la commune de Putanges-Pont-Écrepin se blasonnent ainsi : D'or au lion de sinople, armé, lampassé et couronné d'argent, soutenu d'un pont à trois arches de sable, maçonné d'argent, sur une rivière d'azur. |

## Politique et administration

### Administration municipale
| Période                                  | Période       | Identité                | Étiquette    | Qualité            |
| ---------------------------------------- | ------------- | ----------------------- | ------------ | ------------------ |
| mars 1995                                | mars 2001     | Amaury de Saint-Quentin | RPR puis UMP | Haut fonctionnaire |
| mars 2001                                | décembre 2015 | Jacques Martineau       | UMP          | Imprimeur          |
| Les données manquantes sont à compléter. |               |                         |              |                    |

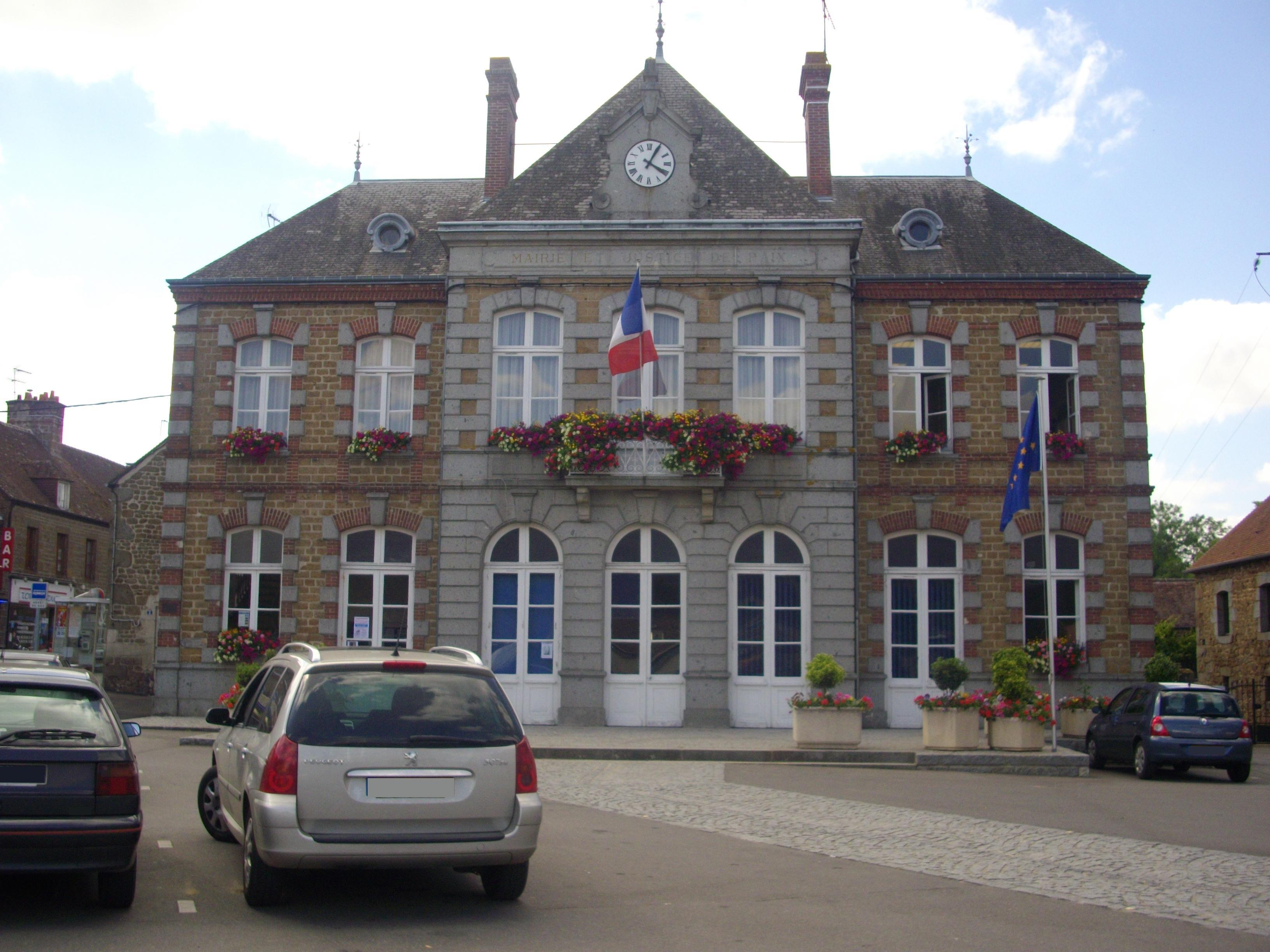
La mairie de Putanges.

Le conseil municipal était composé de quinze membres dont le maire et quatre adjoints. Ces conseillers intègrent au complet le conseil municipal de Putanges-le-Lac le 1er janvier 2016 jusqu'en 2020 et Jacques Martineau devient maire délégué.

## Démographie
| 1793 | 1800 | 1806 | 1821 | 1831 | 1836 | 1841 |
| ---- | ---- | ---- | ---- | ---- | ---- | ---- |
| 340  | 418  | 464  | 537  | abs. | 538  | 524  |

| 1846 | 1851 | 1856 | 1861 | 1866 | 1872 | 1876 |
| ---- | ---- | ---- | ---- | ---- | ---- | ---- |
| 531  | 513  | 518  | 503  | 509  | 455  | 533  |

| 1881 | 1886 | 1891 | 1896 | 1901 | 1906 | 1911 |
| ---- | ---- | ---- | ---- | ---- | ---- | ---- |
| 537  | 400  | 387  | 387  | 357  | 340  | 318  |

| 1921 | 1926 | 1931 | 1936 | 1946 | 1954 | 1962 |
| ---- | ---- | ---- | ---- | ---- | ---- | ---- |
| 256  | 268  | 273  | 274  | 234  | 310  | 299  |

L'évolution du nombre d'habitants est connue à travers les recensements de la population effectués dans la commune depuis 1793. À partir du 1er janvier 2009, les populations légales des communes sont publiées annuellement dans le cadre d'un recensement qui repose désormais sur une collecte d'information annuelle, concernant successivement tous les territoires communaux au cours d'une période de cinq ans. 
Pour les communes de moins de 10 000 habitants, une enquête de recensement portant sur toute la population est réalisée tous les cinq ans, les populations légales des années intermédiaires étant quant à elles estimées par interpolation ou extrapolation. Pour la commune, le premier recensement exhaustif entrant dans le cadre du nouveau dispositif a été réalisé en 2005,.
En 2022, la commune comptait 980 habitants, en évolution de −6,67 % par rapport à 2016 (Orne : −1,53 %, France hors Mayotte : +2,49 %).
| 1793 | 1800 | 1806 | 1821 | 1836 | 1841 | 1846 | 1851 | 1856 |
| ---- | ---- | ---- | ---- | ---- | ---- | ---- | ---- | ---- |
| 555  | 502  | 637  | 664  | 792  | 743  | 748  | 736  | 708  |

| 1861 | 1866 | 1872 | 1876 | 1881 | 1886 | 1891 | 1896 | 1901 |
| ---- | ---- | ---- | ---- | ---- | ---- | ---- | ---- | ---- |
| 717  | 678  | 638  | 611  | 631  | 636  | 593  | 584  | 561  |

| 1906 | 1911 | 1921 | 1926 | 1931 | 1936 | 1946 | 1954 | 1962 |
| ---- | ---- | ---- | ---- | ---- | ---- | ---- | ---- | ---- |
| 562  | 543  | 472  | 471  | 539  | 538  | 560  | 541  | 537  |

| 1968 | 1975 | 1982 | 1990  | 1999  | 2005  | 2010  | 2015  | 2019 |
| ---- | ---- | ---- | ----- | ----- | ----- | ----- | ----- | ---- |
| 918  | 947  | 967  | 1 032 | 1 013 | 1 019 | 1 026 | 1 050 | 990  |

## Lieux et monuments
- Église Saint-Ouen, de Pont-Écrepin, XIXe, en grès, croix de l'ancien cimetière. Elle renferme des reliques de sainte Thérèse de l'Enfant Jésus[28].
- Église Saint-Pierre, de Putanges, style roman, XIXe, en grès, et aussi croix de l'ancien cimetière.
- Au Vieux-Putanges, manoir seigneurial, église avec voûte lambrissée, un if et le cimetière avec des tombes de soldats du 23e RTA morts en 1940.
- Chapelle Sainte-Geneviève route de Fromentel.
- Plusieurs lavoirs.

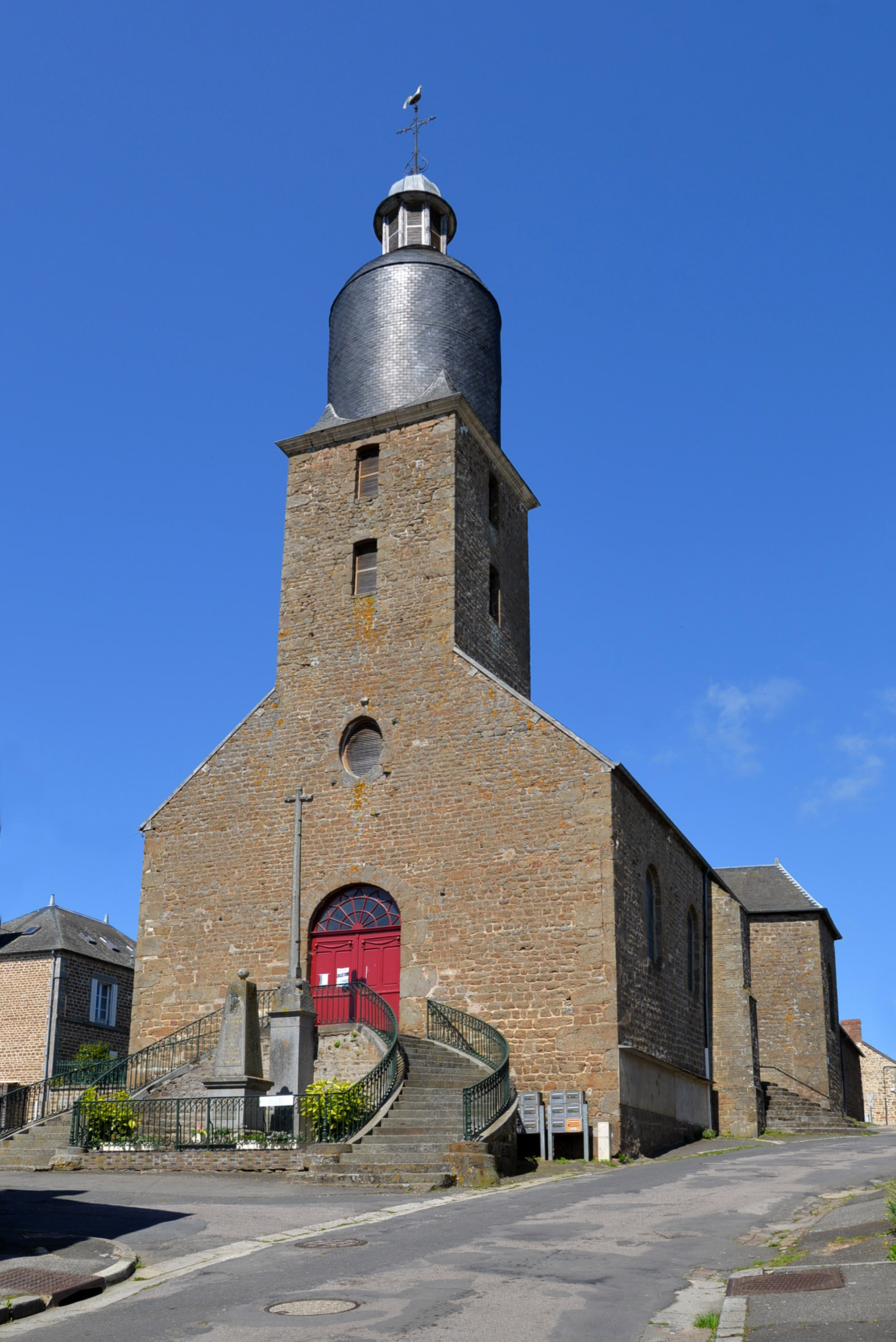
L’église Saint-Ouen.
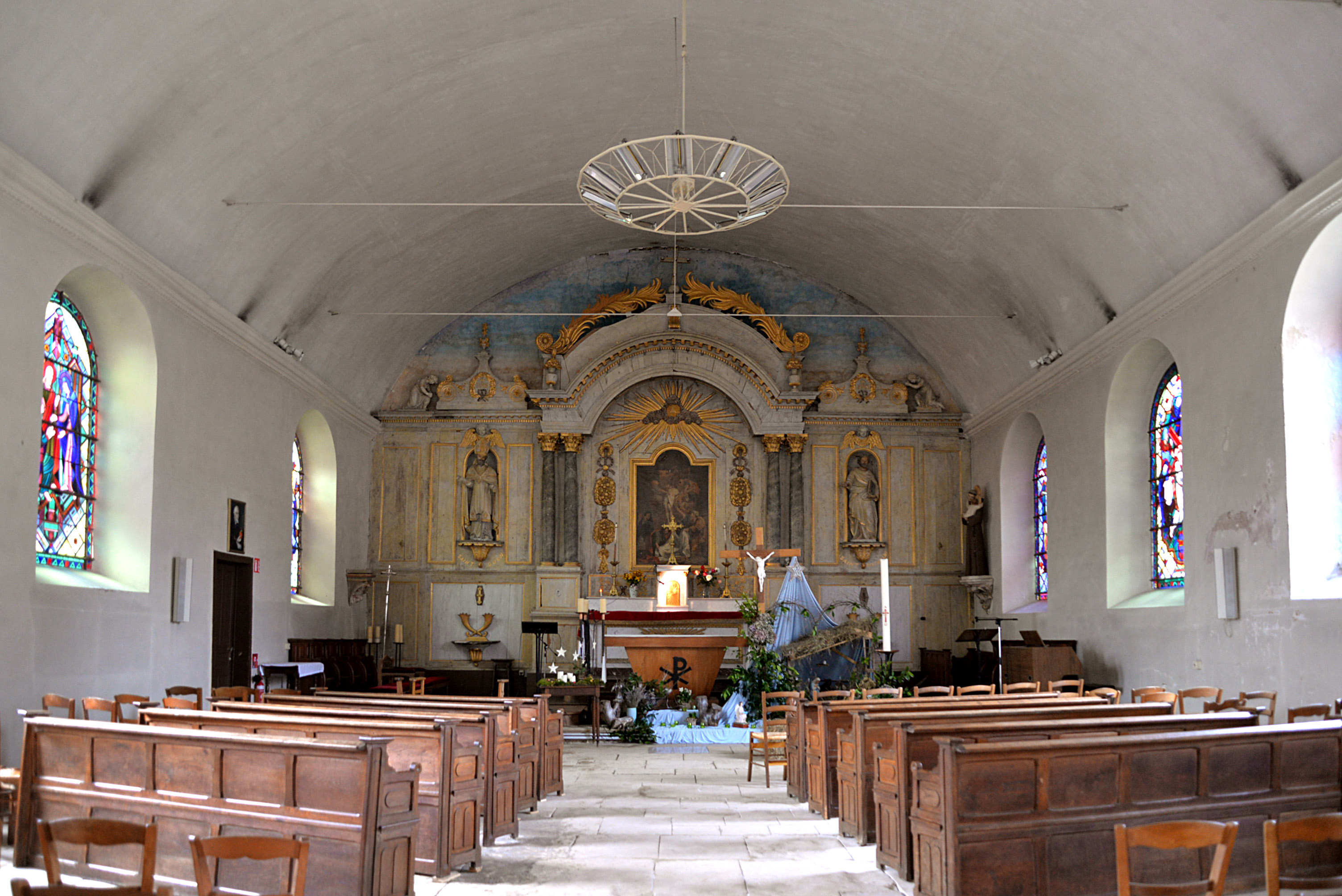
Le chœur de l'église Saint-Ouen.
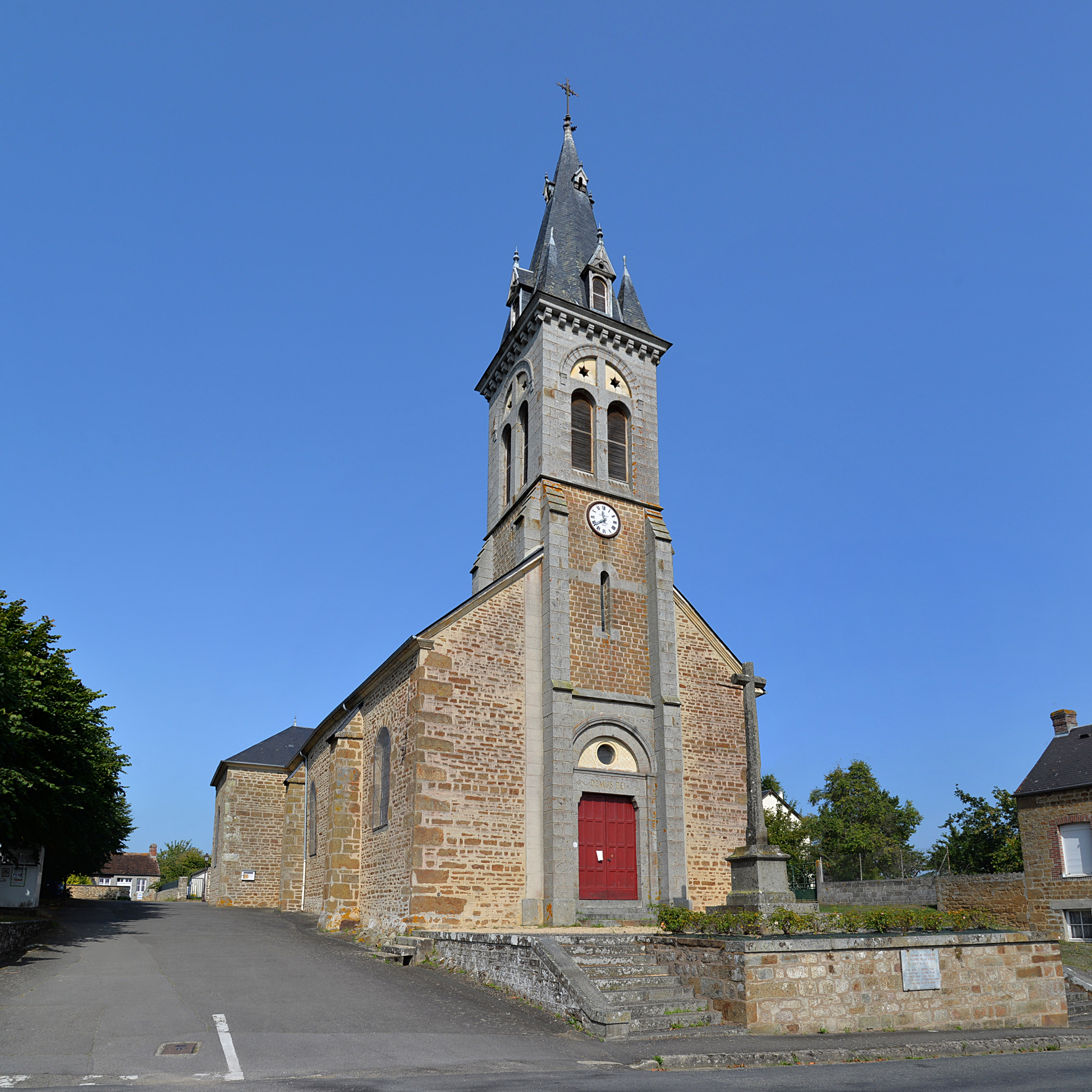
L’église Saint-Pierre.
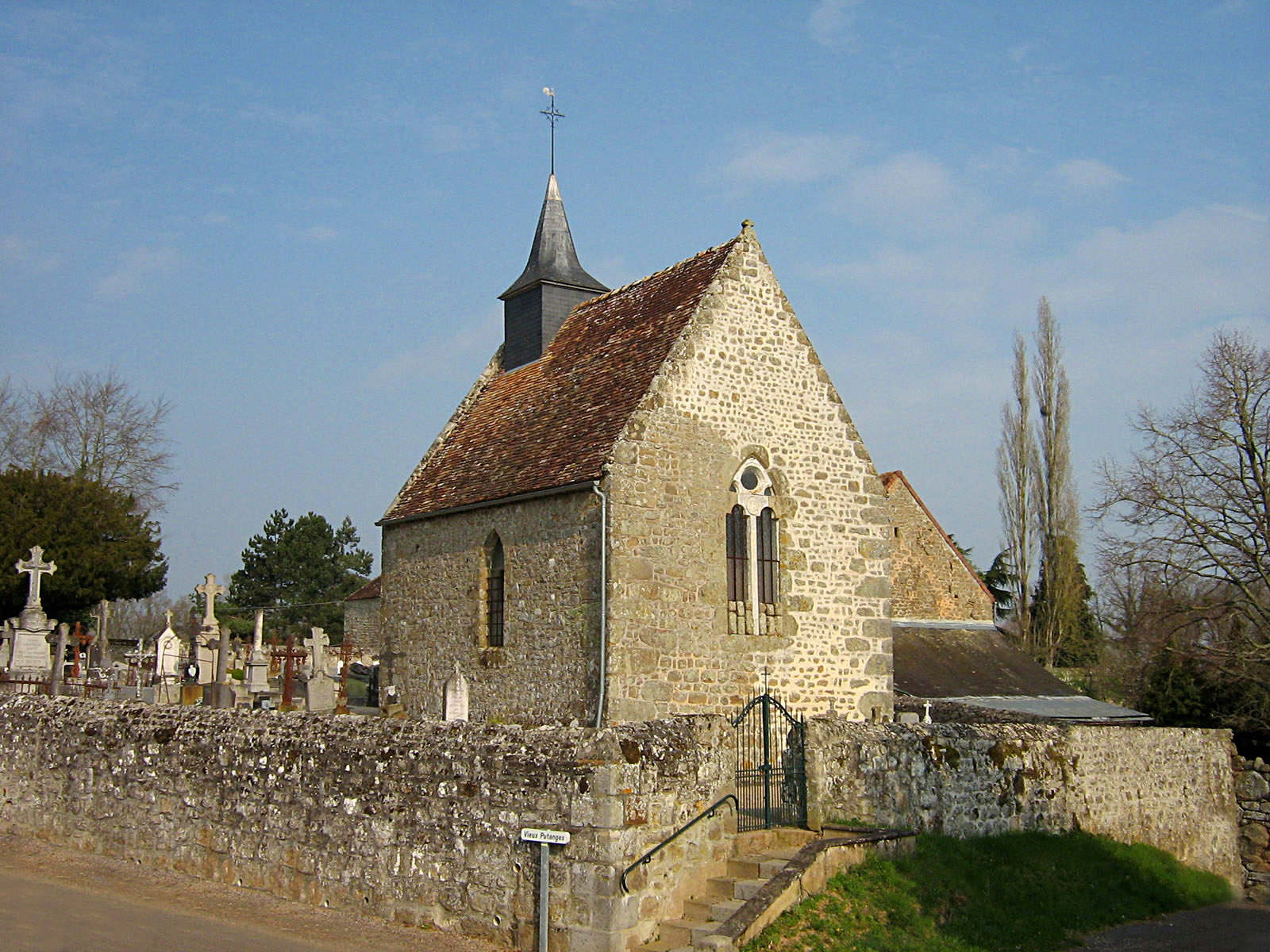
La chapelle Saint-Pierre au Vieux-Putanges.
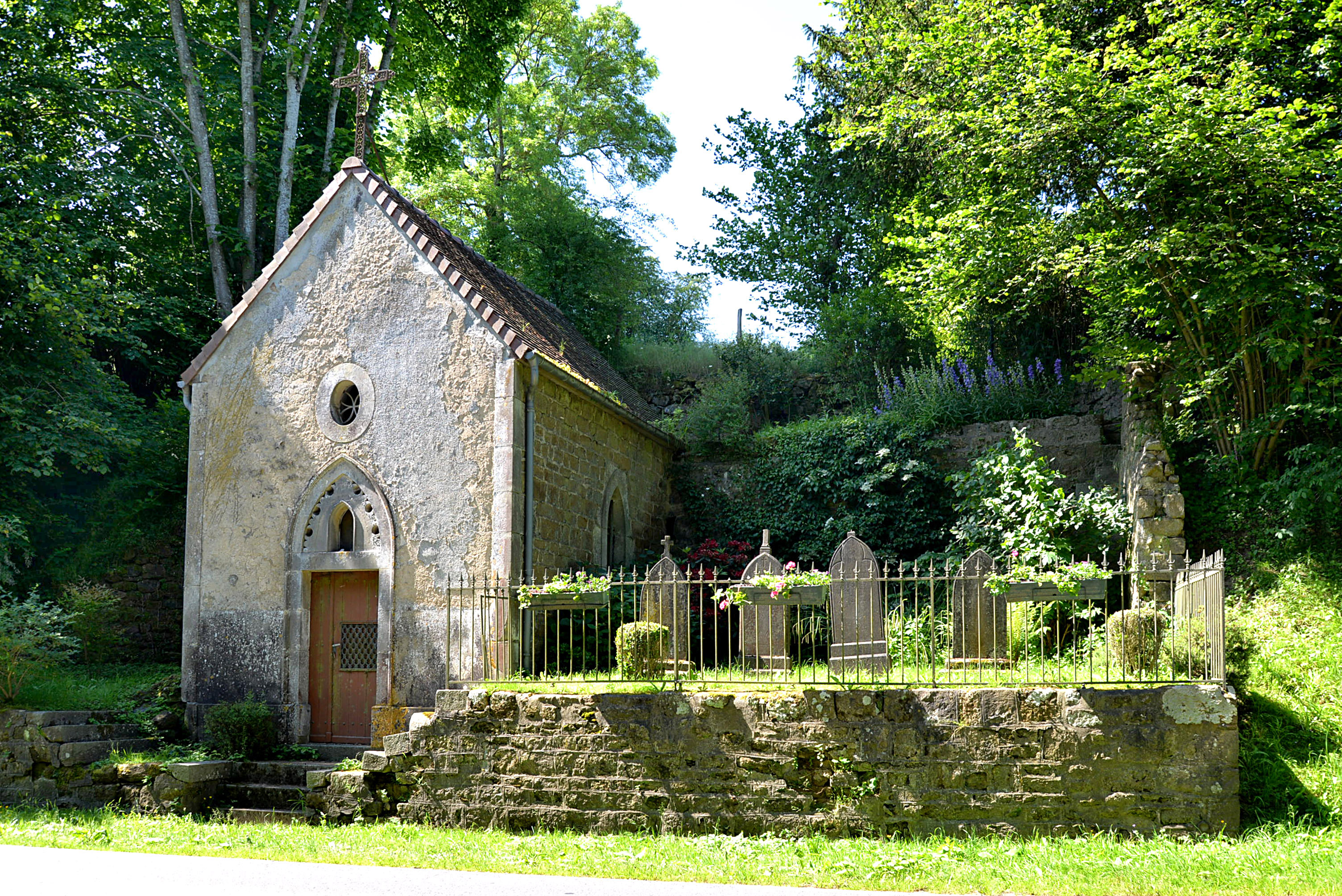
La chapelle Sainte-Geneviève.

## Activité et manifestations

### Sports
L'Union sportive de Putanges fait évoluer deux équipes masculines de football et une équipe féminine de football à 8 en division de district.

## Personnalités liées à la commune
- Gaston Lefavrais (1913-1983), peintre, sociétaire des artistes français. Le collège de Putanges porte son nom.
- Roger Lequet, gangster de la célèbre « bande à Moizot », condamné à la peine capitale en 1947 aux assises d'Alençon, puis commuée en détention à perpétuité par le président de la République. À la suite d'une attaque de ferme à Putanges en mai 1945, le gang sera démantelé, puis incarcéré[30].

## Galerie d'images

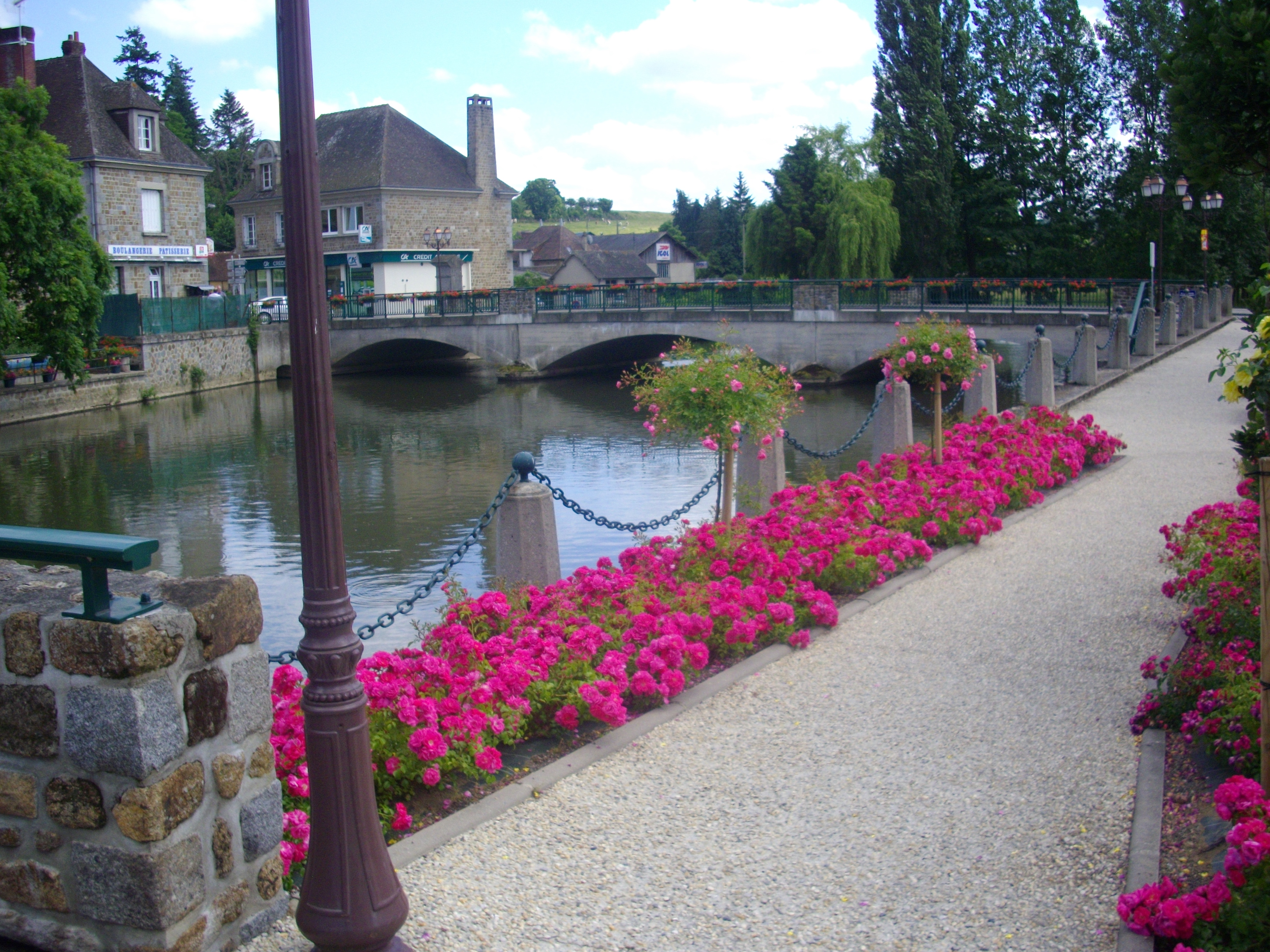
L'Orne à Putanges.
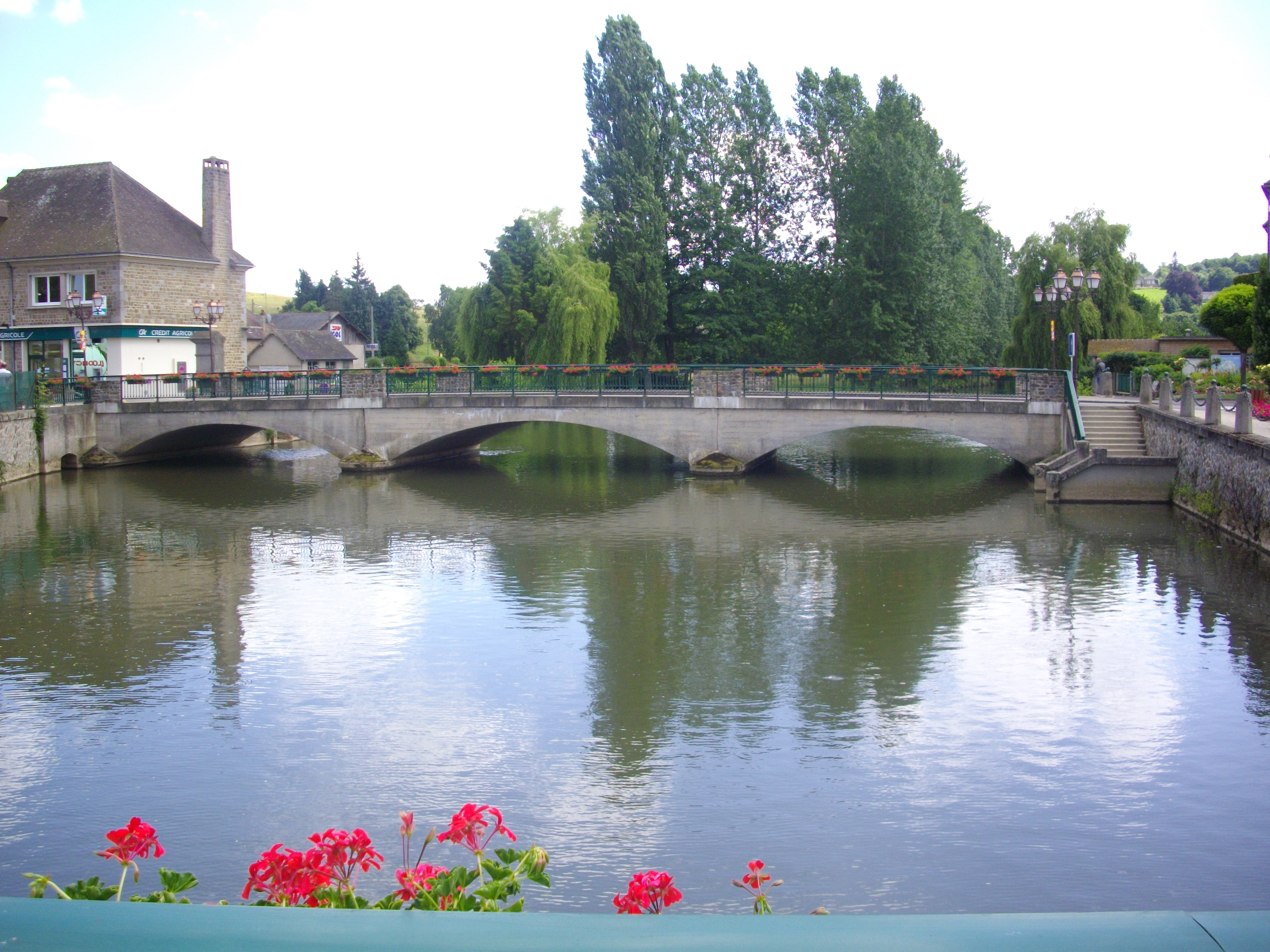
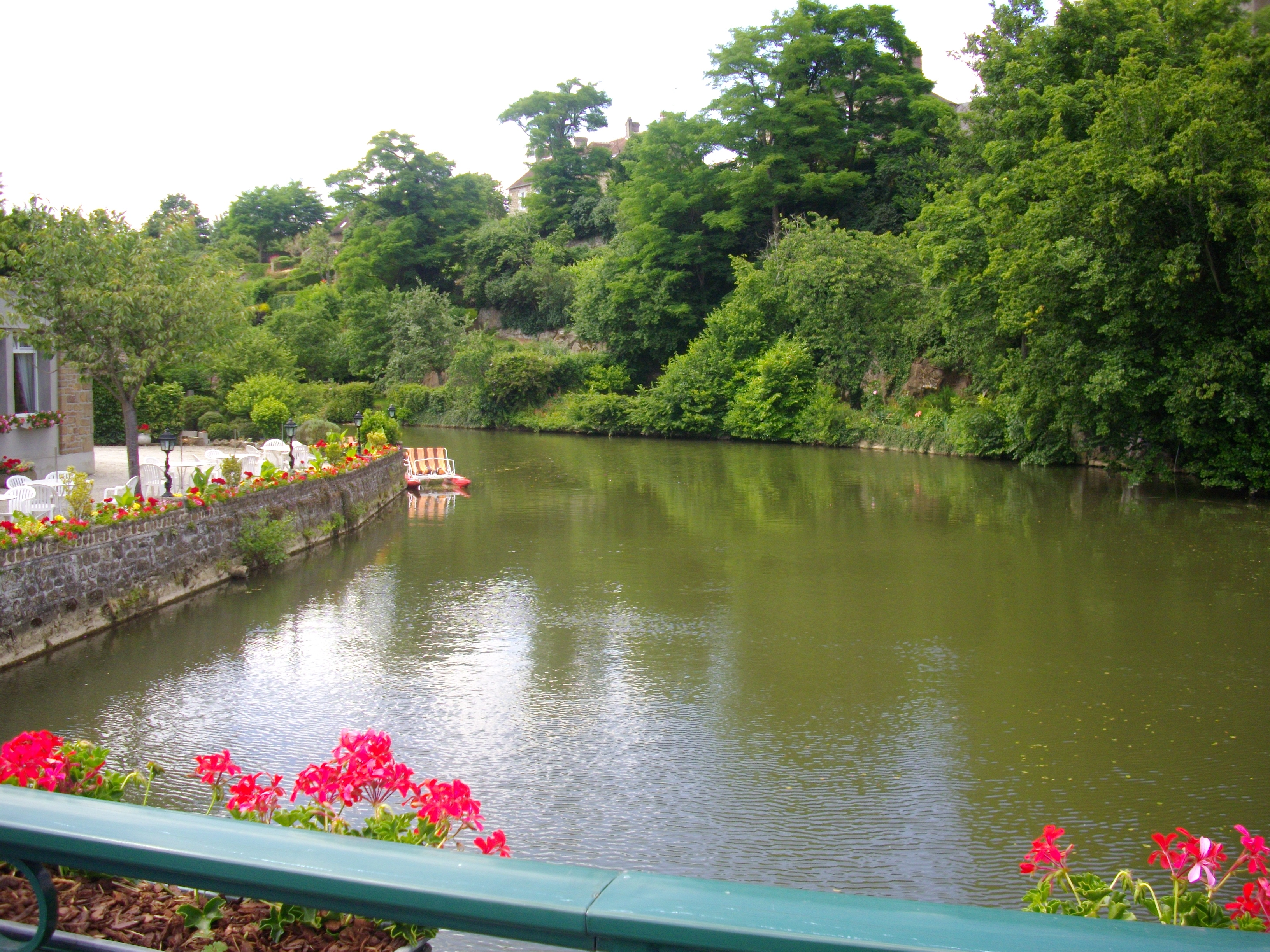
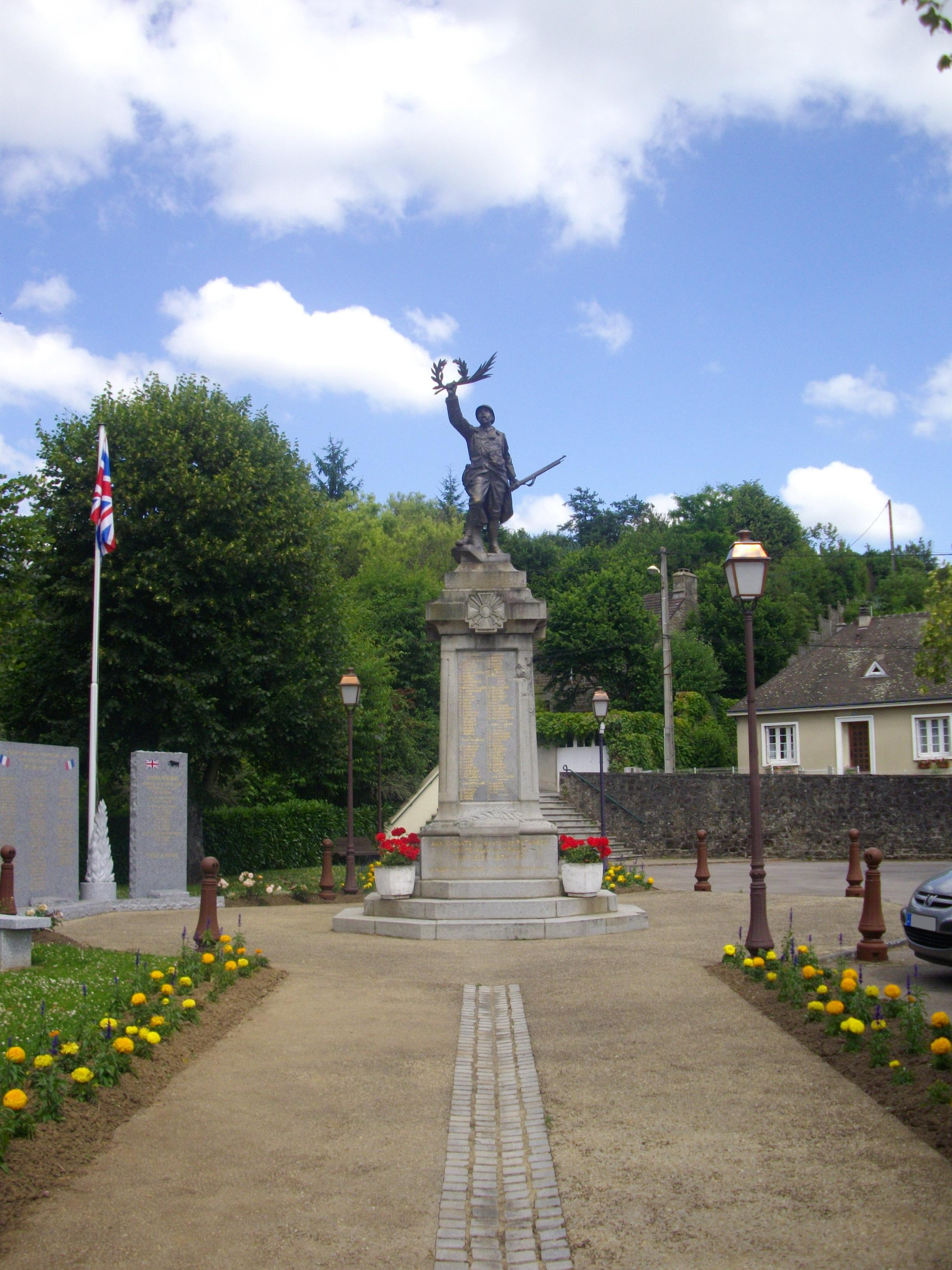
Le monument aux morts de Putanges.
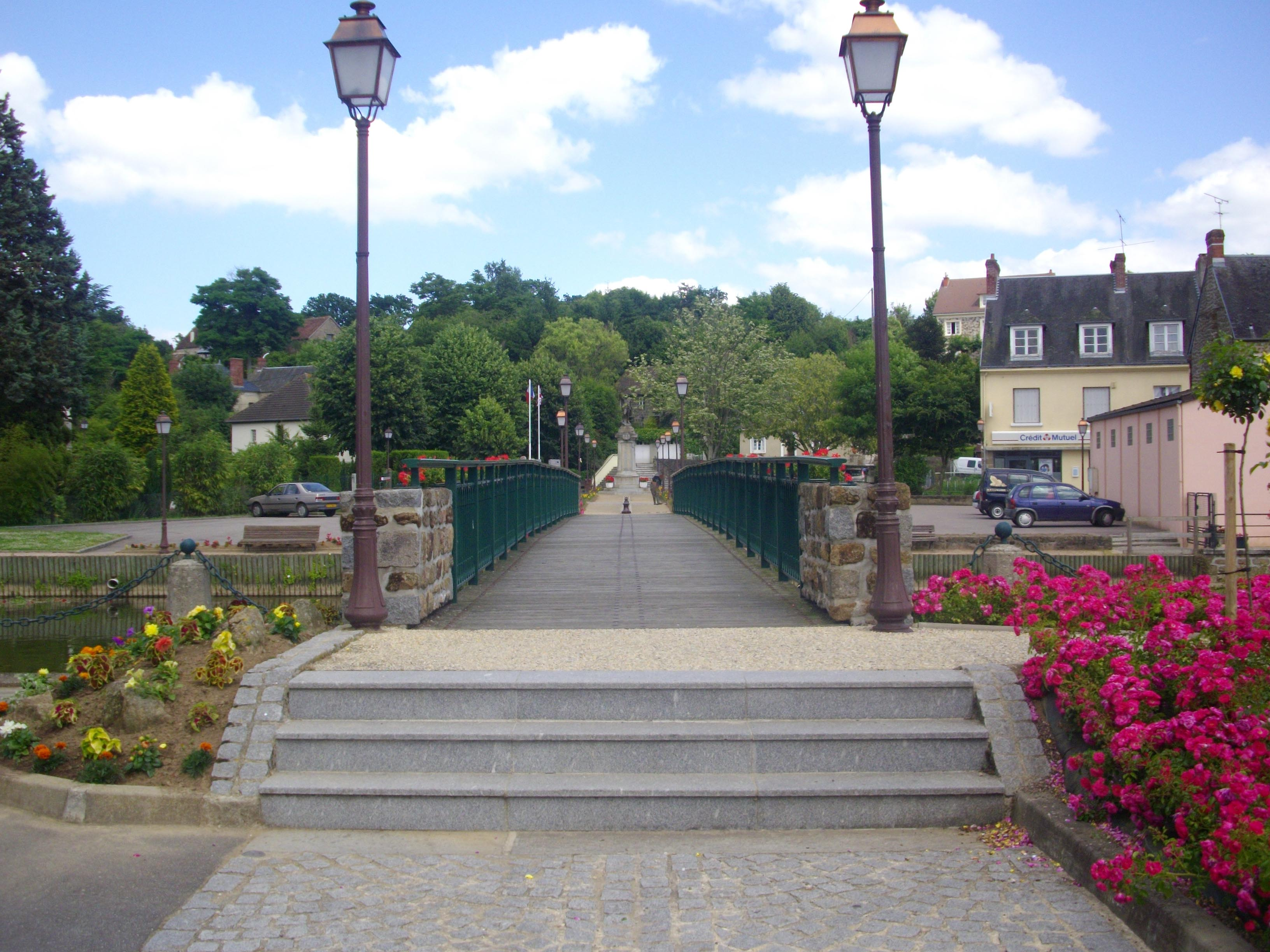
Le pont pédestre, face à la mairie.